# Biksējas—Cūku purvs
Biksējas—Cūku purvs är en mosse i Lettland.   Den ligger i Smiltene kommun, i den centrala delen av landet, 110 km nordost om huvudstaden Riga.